# Brunbröstad bulbyl
Brunbröstad bulbyl (Pycnonotus xanthorrhous) är en asiatisk fågel i familjen bulbyler inom ordningen tättingar. Den förekommer i södra Kina och norra Indokina. Beståndet anses vara livskraftigt.

## Utseende och läte
Brunbröstad bulbyl är en medelstor (20 cm) ljudlig bulbyl som är lätt att få syn på. Den är svart på hjässan ner till nedanför ögat, nacken, tygeln och i ett mustaschstreck. En mycket liten blodröd fläck syns på nedre näbbhalvans näbbrot. Vidare är den mjukt gråbrun på örontäckare, halssidan framför vingknogen och manteln bak till övre stjärttäckarna, mörkare på vingar och stjärt med olivbruna fjäderkanter.
Undersidan är vit på hakan och strupen samt på nedre delen av bröstet och buken. Däremellan syns ett kontrasterande brunt bröstband som gett arten dess namn (saknas dock nästan eller helt hos underarten anderssoni). På flankerna och nedre delen av buken är den något nersmutsad ljust gråbrun. Undre stjärttäckarna är djupt gula till orangegula. Ögat är brunt till mörkbrunt, näbben svart och benen mörkbruna till svartaktiga.

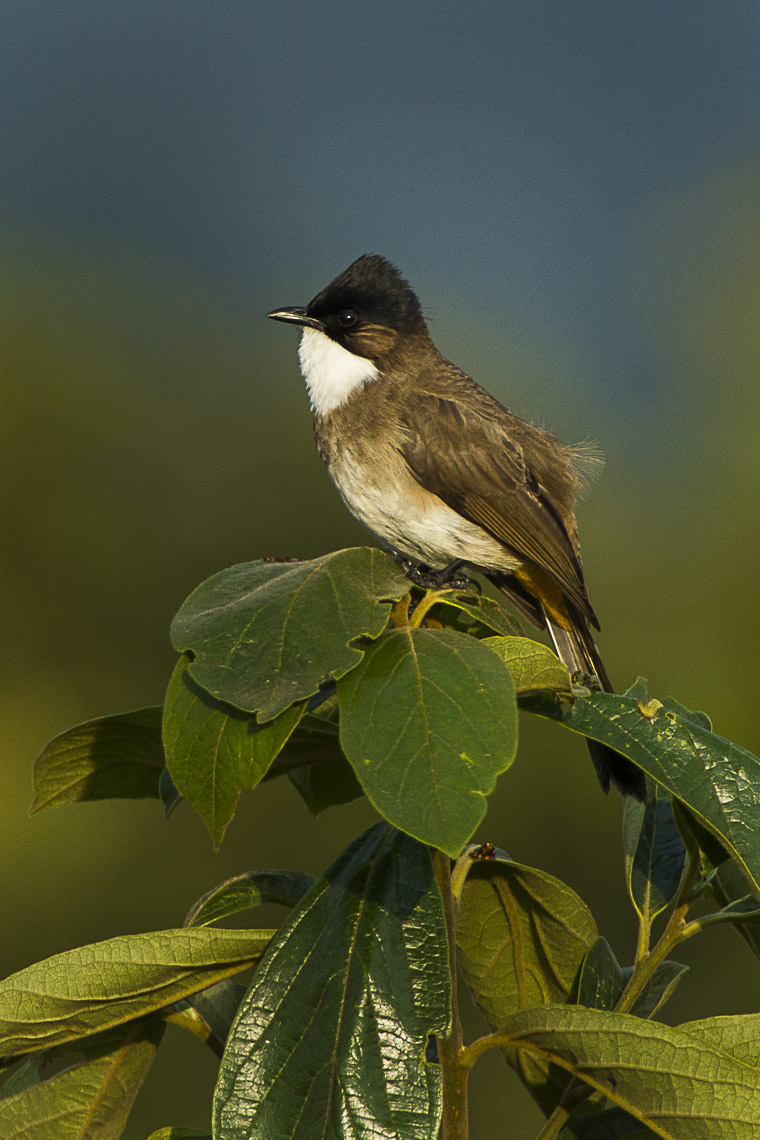

Sången beskrivs som en snabb upprepad enkel ramsa som i engelsk litteratur återges som "chirriwu’i whi’chu whirri’ui". Bland lätena hörs hårda "chi" och "brzzp". även tunnare "ti-whi".

## Utbredning och systematik
Brunbröstad bulbyl hittas i Asien, från Himalaya till södra Kina och norra Vietnam. Den delas in i två underarter med följande utbredning:
- Pycnonotus xanthorrhous xanthorrhous – förekommer från Himalaya i Tibet till nordöstra Myanmar, sydvästra Kina och norra Vietnam
- Pycnonotus xanthorrhous andersoni – förekommer i södra Kina (Sichuan till norra Guangdong och nordvästra Fujian)

## Levnadssätt
Brunbröstad bulbyl förekommer i bergstrakter, vanligen från 1 000 till 2 300 meters höjd. Den ses i ungskog, buskmarker, högt gräs, trädgårdar, gläntor och i vegetation utmed vattendrag. Födan består av frukt, men även frön och insekter. Arten häckar april–augusti, huvudsakligen maj–juni. Det skålformade boet placeras vanligen en meter upp i låg vegetation som björnbärssnår, bland gräs och ogräs eller i ormbunkar. Däri lägger den två till fyra ägg, vanligen två.

## Status
Arten har ett stort utbredningsområde och beståndet anses stabilt. Internationella naturvårdsunionen IUCN listar den därför som livskraftig (LC).